# Dölf Früh
Dölf Früh (* 1952) ist ein Schweizer Unternehmer und Sportfunktionär.

## Leben
Früh wurde 1952 geboren und wuchs auf einem Bauernhof in Hemberg im Kanton St. Gallen auf. Er war früher ein Military-Reiter. Später wechselte er zum Skifahren und Kickboxen. Früh ist verheiratet und Vater von drei Kindern. Er wohnt in Teufen im Kanton Appenzell Ausserrhoden.

## Unternehmer
Früh gründete 1984 Media Swiss, das Orts- und Stadtpläne herstellte. Später entwickelte er mit seinem Unternehmen das Marktportal "Gate 24" Im Februar 2007 übernahm Früh mit Media Swiss die Xmedia, Gründer und Betreiber von Scout24 Schweiz. Durch die Übernahme erhielt Media Swiss einen Anteil von 49,9 Prozent an Scout24 Schweiz. Ende Jahr 2007 verkaufte Früh einen Mehrheitsanteil von Media Swiss für einen dreistelligen Millionenbetrag an Ringier, behielt aber die operative Leitung des Unternehmens, gemeinsam mit Daniel Grossen, dem Gründer von Xmedia. Beide blieben mit 20 Prozent an Media Swiss beteiligt.

## Sportfunktionär
2001 wurde Früh Sponsor des Schweizer Fussballclubs FC Wil.
Ende Jahr 2010 retteten Früh und fünf weitere Investoren den Fussballclub FC St. Gallen mit 10 Millionen Franken vor dem Konkurs. Der Anteil von Früh lag bei 2,7 Millionen Franken. Seit Dezember 2010 ist Früh Präsident des FC St. Gallen. Im April 2017 gab Früh seinen Rücktritt bekannt.

## Vermögen
Laut Bilanz beträgt das Vermögen von Dölf Früh zwischen 250 und 300 Millionen Franken.